# Анна фон Текленбург

Анна фон Текленбург (на немски: Anna von Tecklenburg; * ок. 1510; † 27 ноември 1554) е графиня от Текленбург и чрез женитба графиня на Золмс-Браунфелс.

## Произход
Тя е дъщеря на граф Ото VIII (IX) фон Текленбург (ок. 1480 – 1534) и съпругата му Ирмгард фон Ритберг (* ок. 1480), дъщеря на граф Йохан I фон Ритберг († 1516) и съпругата му Маргарета фон Липе († сл. 1527). Нейният по-голям брат е Конрад фон Текленбург-Шверин (1493 – 1557).
Умира на 27 ноември 1554 г. и е погребана в Алтенберг.

## Фамилия
Анна фон Текленбург се омъжва през 1530 г. в Хунген за граф Филип фон Золмс-Браунфелс (1494 – 1581). Те имат децата:
- Урсула (1535 – 1585), омъжена 1577 г. за граф Волфганг фон Изенбург-Ронебург-Бюдинген в Келстербах (1533 – 1596)
- Ирменгард (1536 – 1577), омъжена 1577 г. за граф Филип II фон Изенбург-Бюдинген в Бирщайн (1526 – 1596)
- Анна (1538 – 1565), омъжена 1559 г. за граф Лудвиг I фон Сайн-Витгенщайн (1532 – 1605)
- Конрад (1540 – 1592), граф на Золмс-Браунфелс, женен 1559 г. за графиня Елизабет фон Насау-Диленбург (1542 – 1603), дъщеря на граф Вилхелм I „Богатия“ фон Насау-Диленбург
- Маргарета (1541 – 1594), омъжена 1557 г. за граф Ернст I фон Золмс-Лих (1527 – 1590)